# Luc Lacourcière
Luc Lacourcière (né le 18 octobre 1910 à Saint-Victor (Québec) et mort le 15 mai 1989 à l'âge de 79 ans) est un écrivain, un ethnographe québécois, qui s'est imposé de son vivant comme une figure de proue des études sur le folklore. Formé par Marius Barbeau, il influence à son tour des chercheurs reconnus tels que le linguiste Claude Poirier. En 1944, Lacourcière fonde les Archives de folklore (AF), qu'il dirige jusqu'en 1975. Depuis 1978, une médaille Luc-Lacourcière est décernée aux deux ans ainsi qu'une bourse d'études Luc Lacourcière. La bibliothèque de Saint-Victor porte son nom.

## Honneurs reçus
- 1967 - Membre de la Société des Dix
- 1969 - Prix Ludger-Duvernay
- 1970 - Compagnon de l'Ordre du Canada
- 1971 - Bourse Killam
- 1974 - Médaille du Conseil canadien de la musique
- 1979 - Médaille Marius-Barbeau
- 1985 - Médaille de l'Académie des lettres du Québec
- 1986 - Membre de l'Ordre des francophones d'Amérique
- 1986 - Prix du 3-Juillet-1608

## Hommages
- La rue Luc-Lacoursière a été nommée en son honneur, en 1990, dans l'ancienne ville de Cap-Rouge, maintenant présente dans la ville de Québec.
- Une plaque "Ici vécut de la ville de Québec est présente au 2 rue des Remparts, en son honneur, pour indiquer son ancien lieu de résidence.